# Saotis heteropus
Saotis heteropus là một loài tò vò trong họ Ichneumonidae.